# Habitatge al carrer del Fossar, 2 (Rupit)
L'Habitatge al carrer del Fossar, 2 és una casa de Rupit i Pruit (Osona) inclosa a l'Inventari del Patrimoni Arquitectònic de Catalunya.

## Descripció
Casa de carrer que fa xamfrà amb el carrer de l'església. És coberta a dues vessants i amb el carener paral·lel a la façana, orientada a tramuntana. El portal és rectangular. A la part dreta de la planta baixa hi ha una finestra amb la inscripció "16 IHS 59". Al primer i segon pis es distribueixen cinc finestres, una del segon pis és feta aprofitant llindes antigues, segons es pot veure per les dates mig mutilades. Al tercer pis hi ha dos balconets amb baranes de fusta. A la banda de ponent, al carrer de l'Església, s'obren diverses finestres, algunes cegues.
És construïda amb pedra unida amb morter i els escaires i obertures estan formats per carreus ben carejats.

## Història
La importància de les cases d'aquest carrer rau sobretot en la bellesa arquitectònica i la unitat dels edificis que la integren, tots ells construïts als segles xvii i XVIII i que han estat restaurats recentment amb molta fidelitat.
L'establiment de cavallers al Castell de Rupit als segles xii i xiii donaren un caire aristocràtic a la població, al segle xiv la demografia baixa considerablement. Al fogatge del segle xvi ja s'observa una certa recuperació i a partir del segle xvii comença a ser nucli important de població, ja que durant la guerra dels Segadors, al 1654, s'hi establiren molts francesos.